# Vùng đất phía Nam và châu Nam Cực thuộc Pháp
Vùng đất phía Nam và châu Nam Cực thuộc Pháp (tiếng Pháp: Terres australes et antarctiques françaises - TAAF) là lãnh thổ hải ngoại của Pháp bao gồm các vùng lãnh thổ sau:
- Vùng đất Adélie - vùng đất này là một phần của châu Nam Cực, nơi người Pháp vẫn luôn khẳng định sự cai quản của họ thông qua Hệ thống Hiệp ước châu Nam Cực.
- Quần đảo Crozet - một nhóm ở phía nam Ấn Độ Dương, phía nam Madagascar.
- Quần đảo Kerguelen - một nhóm các đảo núi lửa ở phía nam Ấn Độ Dương, phía đông nam châu Phi, gần như nằm giữa Châu Phi, Nam Cực và Úc.
- Đảo Amsterdam và Saint-Paul - một nhóm đảo ở phía bắc quần đảo Kerguelen.
- Các đảo rải rác tại Ấn Độ Dương - một nhóm các đảo phân tán rải rác xung quanh bờ biển của Madagascar.

Vùng đất này đôi khi được gọi là Vùng đất phía Nam thuộc Pháp (Terres australes françaises) hoặc Vùng lãnh thổ phía Nam thuộc Pháp, nhưng tên này thường nhấn mạnh việc không công nhận Vùng đất Adélie mà Pháp tuyên bố chủ quyền theo Hệ thống Hiệp ước châu Nam Cực.
Những vùng lãnh thổ trên đây không giống với Châu Nam cực thuộc Pháp (France antarctique), một thuộc địa cũ của Pháp tại Brasil.